# Kazimierz Neumann
Kazimierz Klemens Neumann (ur. 23 listopada 1933 w Toruniu, zm. 16 lipca 2011 w Bydgoszczy) – polski wioślarz, olimpijczyk z Rzymu 1960.

## Życiorys
Zawodnik AZS Toruń i klubów bydgoskich: Zawiszy i Towarzystwa Wioślarskiego. Wielokrotny (14) mistrz Polski.
Uczestnik mistrzostw Europy w roku:
- 1958 - zajął 6. miejsce w czwórce bez sternika,
- 1959 - zajął 7. miejsce w czwórce bez sternika.
- 1961 - zajął 6. miejsce w ósemce,

Na igrzyskach olimpijskich w 1960 wystartował w czwórce bez sternika (partnerami byli: Benedykt Augustyniak, Bogdan Poniatowski, Antoni Rosołowicz) odpadając z konkurencji w repasażach.